# Karate-Europameisterschaften 2003
Die 38. Karate-Europameisterschaften der European Karate Federation wurden vom 9. bis 11. Mai 2003 in der Stadthalle in Bremen ausgetragen.

## Medaillen Herren

### Einzel
| Kategorie     | Gold               | Silber                  | Bronze                           |
| ------------- | ------------------ | ----------------------- | -------------------------------- |
| Kata          | Luca Valdesi       | Francisco Hernández     | Kristian Novak Joël Carpin       |
| Kumite –60 kg | Davy Dony          | Davíd Luque             | Cécil Boulesnane Francesco Ortu  |
| Kumite –65 kg | Alexandre Biamonti | Dimítrios Triantafýllis | Medhi Alloune Christian Grüner   |
| Kumite –70 kg | Oscar Vázquez      | Diego Vandeschrick      | Junior Lefevre Rida Bel Lahsen   |
| Kumite –75 kg | Iván Leal          | Salvatore Loria         | Klaudio Farmadin Sergei Valkonin |
| Kumite –80 kg | Seydina Baldé      | Youcef Hamour           | Afrim Latifi Andrey Potapov      |
| Kumite +80 kg | Miloš Živković     | Zeynel Çelik            | Óscar Martínez Daniël Sabanovic  |
| Kumite Open   | Afrim Latifi       | Olivier Beaudry         | Junior Lefevre Aiko Thedinga     |

### Mannschaft
| Kategorie | Gold | Silber                                                     | Bronze                           |
| --------- | --- | ---------------------------------------------------------- | -------------------------------- |
| Kata      | Italien Vincenzo Figuccio Lucio Maurino Luca Valdesi                                                       | Spanien Francisco Hernández Víctor López Fernando San José | Österreich Frankreich            |
| Kumite    | Spanien Serafín Blanco Daniel García Iván Leal Francisco Martínez Ángel Ramiro David Santana Óscar Vázquez | England                                                    | Bosnien und Herzegowina Kroatien |

## Medaillen Damen

### Einzel
| Kategorie     | Gold                | Silber                         | Bronze                          |
| ------------- | ------------------- | ------------------------------ | ------------------------------- |
| Kata          | Miriam Cogolludo    | Sabrina Buil                   | Marié Niino Marcela Remiášová   |
| Kumite –53 kg | Gülderen Çelik      | Lejla Ferhatbegović Dizdarević | Kora Knühmann Jelena Kovačević  |
| Kumite –60 kg | Alexandra Witteborn | Petra Naranđa                  | Chiara Stella Bux Eva Medveďová |
| Kumite +60 kg | Yıldız Aras         | Nelly Moussaïd                 | Laurence Fischer Tessy Scholtes |
| Kumite Open   | Gloria Casanova     | Nadine Ziemer                  | Yıldız Aras Roberta Minet       |

### Mannschaft
| Kategorie | Gold                                                                        | Silber                                               | Bronze                                                                     |
| --------- | --------------------------------------------------------------------------- | ---------------------------------------------------- | -------------------------------------------------------------------------- |
| Kata      | Frankreich                                                                  | Spanien Miriam Cogolludo Ruth Jiménez Almudena Muñoz | Österreich Kroatien                                                        |
| Kumite    | Deutschland Kora Knühmann Kerstin Pönisch Alexandra Witteborn Nadine Ziemer | Serbien und Montenegro                               | England Spanien Gloria Casanova Cristina Feo Noelia Fernández Lucía Zamora |

## Medaillenspiegel
| Platz | Land                    | Gold | Silber | Bronze | Gesamt |
| ----- | ----------------------- | ---- | ------ | ------ | ------ |
| 1     | Frankreich              | 5    | 4      | 6      | 15     |
| 2     | Spanien                 | 4    | 4      | 2      | 10     |
| 3     | Deutschland             | 2    | 1      | 4      | 7      |
| 4     | Italien                 | 2    | 1      | 3      | 6      |
| 5     | Türkei                  | 2    | 1      | 1      | 4      |
| 6     | Serbien und Montenegro  | 1    | 1      | 0      | 2      |
| 7     | Albanien                | 1    | 0      | 1      | 2      |
| 8     | Kroatien                | 0    | 1      | 6      | 7      |
| 9     | Bosnien und Herzegowina | 0    | 1      | 1      | 2      |
|       | England                 | 0    | 1      | 1      | 2      |
| 11    | Belgien                 | 0    | 1      | 0      | 1      |
|       | Griechenland            | 0    | 1      | 0      | 1      |
| 13    | Slowakei                | 0    | 0      | 3      | 3      |
| 14    | Australien              | 0    | 0      | 2      | 2      |
|       | Russland                | 0    | 0      | 2      | 2      |
| 16    | Luxemburg               | 0    | 0      | 1      | 1      |
|       | Niederlande             | 0    | 0      | 1      | 1      |
| Total | Total                   | 17   | 17     | 34     | 68     |